# Graveermachine
Met een graveermachine kan in plaatmateriaal, met name metaal en kunststof worden gegraveerd. Bij het graveren worden vooral gebogen of rechte lijnen aangebracht in het oppervlak van het materiaal.
Handmatig graveren gaat door met een metalen stift, de aftaster, in een metalen, vaak messing mal met een groef in de vorm van een letter, cijfer of andere figuur de lijnen met een pantograaf deze vorm vergroot of verkleind te volgen en deze met een soort freesje op het nieuwe over te brengen. Met dit freesje wordt bij een toerental dat afhankelijk is van de diameter hiervan en van het te frezen materiaal een deel hiervan weggehaald uit het te bewerken metaal of plastic. Het freesje wordt via een tweetal snaren door een elektromotor aangedreven. Er bestaan ook graveermachines de vorm van een stift met op de punt een draaiend freesje. Deze werken op het lichtnet of op batterijen. Hiermee kan als met een pen een ontwerp op bijvoorbeeld glas of metaal worden gegraveerd met behulp van een sjabloon dat in het glas of op het metaal wordt gelegd. Dit wordt onder andere gebruikt om de naam van de winnaar in de beker te graveren na een wedstrijd.
Moderne graveermachines worden door een computer bestuurd. Deze werken niet met een pantograaf maar met servomotoren. Deze bewegen de frees in een X- en in een Y-richting, zoals een plotter doet. Ze worden daarom ook wel freesplotter genoemd. Met speciale graveersoftware wordt het te graveren ontwerp op de computer gemaakt. Dit wordt dan naar de graveermachine gestuurd die het dan als een printer op het te graveren materiaal "print".
Huisnummer- en naamplaatjes en eigendomsgegevens van waardevolle voorwerpen zijn een voorbeeld van producten die met deze techniek worden gemaakt. Meestal wordt voor naamplaatjes gebruikgemaakt van Duropal, een speciaal plaatmateriaal dat bestaat uit een zwarte plaat met hierop een witte glanzende laag. Het graveren verwijdert plaatselijk de witte laag, waardoor de gegraveerde lijnen door de zwarte kern tegen het omringende wit afsteken. In andere gevallen wordt inkt van een bepaalde kleur aangebracht in de gefreesde groef.